# Repubblica di Aras
La Repubblica di Aras (in azero Araz Türk Cümhuriyyəti; nota anche come Repubblica di Araks o Repubblica Araxi) fu uno Stato di breve durata e non riconosciuto nel Caucaso meridionale, che corrispondeva approssimativamente al territorio dell'odierna Repubblica Autonoma di Naxçıvan dell'Azerbaigian. Prende il nome dal fiume Aras che formava il suo confine meridionale. La Repubblica fu dichiarata nel dicembre 1918 da Jafargulu Khan Nakhchivanski con il sostegno del partito al governo della Repubblica Democratica di Azerbaigian, il Partito Musavat, e il governo dell'Impero ottomano.
La creazione della Repubblica di Aras fu in risposta a una proposta di confine di Sir John Oliver Wardrop, Commissario capo britannico nel Caucaso meridionale, che avrebbe assegnato l'area alla Prima Repubblica di Armenia. La sua esistenza terminò quando le truppe della repubblica armena avanzarono nella regione e riuscirono a prenderne il controllo a metà giugno 1919 durante la guerra di Aras. Ciò, tuttavia, innescò l'avanzata dell'esercito della Repubblica di Azerbaigian e dell'Impero ottomano nella regione di Nakhchivan. Alla fine di luglio l'Armenia perse il controllo della regione.